# Рабинович, Яков Борисович
Яков Борисович Рабинович (27 августа 1909 года — 1997 год) — капитан 1-го ранга (1956), библиофил, участник Великой Отечественной войны, защитник Ленинграда.

## Биография
Родился 27 августа 1909 года в Проскурове Подольской губернии. В 1934 году окончил Военно-морское училище им. М. В. Фрунзе, затем в 1936 году получил дополнительное образование на Специальных курсах офицерского состава Военно-морского флота. В послевоенное время окончил Военно-морскую академию. Сразу после выпуска из училища был назначен командиром боевой части подводной лодки, исполнял обязанности главного штурмана 1-й бригады субмарин на Черноморском флоте.
В годы Великой Отечественной войны занимал должность главного штурмана охраны водного района в Лужском оборонительном районе, командовал штабом отдельного подразделения сторожевых кораблей на Балтийском флоте.
С 1945 года начал преподавательскую деятельность на кафедре навигации 1-го Балтийского высшего военно-морского училища. Также служил штурманом аварийно-спасательной службы Северного флота. С 1952 по 1961 год руководил военно-морской кафедрой Мурманского высшего мореходного училища.
С 1965 года стал главой сообщества библиофилов Ленинграда. Ему удалось собрать уникальную библиотеку, посвященную морю. Она насчитывала около 18 000 книг и после его смерти была передана в фонд Российской национальной библиотеки.
Умер в 1997 году Санкт-Петербурге, его прах был развеян над Балтийским морем.

## Награды
- Орден Красной Звезды[3] 17.02.1941
- Медаль «За оборону Ленинграда» 22.12.1942
- Орден Отечественной войны II степени[4] 29.01.1944
- Медаль «За победу над Германией в Великой Отечественной войне 1941—1945 гг.» 09.05.1945
- Орден Отечественной войны I степени[5] 14.05.1945
- Медаль «За боевые заслуги» 10.11.1945